# Raj Kumar Pal
Raj Kumar Pal, född den 1 maj 1998, är en indisk landhockeyspelare.

## Karriär
Raj Kumar Pal debuterade i det indiska landslaget 2020, och ingick i det indiska landhockeylag som tog brons vid OS 2024.